# Alessandra Celi
Alessandra Celi, nata Alexandra Barbara Celi (Londra, 15 agosto 1966), è un'attrice italiana.

## Biografia
Figlia di Adolfo Celi e Veronica Lazar, ha lavorato con Vittorio Gassman, Federico Tiezzi, Roberto Guicciardini, Giancarlo Cobelli, Giulio Base,  Roberto Benigni, Italo Moscati, Andrea Giordana, Roberto Herlitzka. Ha interpretato il ruolo di Monica Rovati nelle fiction "Mio figlio"(2005) e "Io e mio figlio - Nuove storie per il commissario Vivaldi" (2010), entrambe con Lando Buzzanca protagonista, regia di Luciano Odorisio. È stata la moglie di Claudio Amendola in "Caterina va in città"  di Paolo Virzì. È stata la testimone in "Boris Giuliano - Un poliziotto a Palermo" (regia di Ricky Tognazzi), la moglie di Christopher Lambert "La dottoressa Giò" (regia di Antonello Grimaldi), e ha partecipato alle serie Don Matteo per la regia di Giulio Base e ne "Il nome della rosa" (miniserie televisiva) regia di Giacomo Battiato. Nel 2020 interpreta Tina Lattanzi nella serie "Permette? Alberto Sordi" regia di Luca Manfredi
Ne "Il paradiso delle signore" ha interpretato Loredana Mancini e in "Un cielo stellato sopra il ghetto di Roma" sempre di Giulio Base, Giulia, la mamma della protagonista.  
Si occupa anche di Eventi e del Premio Adolfo Celi, organizzato insieme alla Organizzazione non lucrativa di utilità sociale C.i.r.s Me e al Mume, il Museo Regionale di Messina. Uno dei momenti centrali nel 2021 è stato la proiezione del docufilm su Adolfo Celi e Veronica Lazar realizzato da Alexandra Celi per la regia di Leonardo Celi e Roberto Savoca. “Era la più bella di tutti noi – le molte vite di Veronica Lazar”.
Il documentario è stato finalista ai Nastri d'argento 2021
Dal 2023 è una delle lettrici di "Mille e un Libro - Scrittori in TV" trasmissione condotta da Gigi Marzullo

## Filmografia

### Cinema
- Piccole stelle, regia di Nicola Di Francescantonio (1988)
- Il mostro, regia di Roberto Benigni (1994)
- L'anniversario, regia di Mario Orfini (1998)
- Caterina va in città, regia di Paolo Virzì (2003)
- Adolfo Celi, un uomo per due culture, regia di Leonardo Celi (2006)
- Era la più bella di tutti noi - Le molte vite di Veronica Lazar, regia di Leonardo Celi e Roberto Savoca (2021)
- Un cielo stellato sopra il ghetto di Roma, regia di Giulio Base (2020)

### Televisione
- Salvo D'Acquisto, film TV, regia di Alberto Sironi (2003)
- Mio figlio, film TV, regia di Luciano Odorisio (2005)
- Giornalisti (serie televisiva)
- Gioco perverso (film 1993) regia di Italo Moscati
- La forza del sorriso, regia di Giulio Base, episodio della serie TV Don Matteo (2006)
- Io e mio figlio - Nuove storie per il commissario Vivaldi, serie TV in 6 episodi, regia di Luciano Odorisio (2010)
- Il paradiso delle signore, soap opera, guest episodio 3x55 (2020)
- Permette? Alberto Sordi regia di Luca Manfredi
- Oggi è un altro giorno (puntata del 15 Maggio 2022) di Serena Bortone
- Cinematografo, Mille e un Libro - Scrittori in TV di Gigi Marzullo